# Silauri
Silauri – wieś w Gruzji, w regionie Guria, w gminie Ozurgeti. W 2014 roku liczyła 531 mieszkańców.